# 닝징
닝징(중국어 간체자: 宁静, 정체자: 寧靜, 병음: Níng Jìng, 한자음: 녕정, 1972년 4월 27일~)은 중화인민공화국의 배우이다. 구이양시에서 태어났다.

## 방송
- 대진제국 3
- 주원장
- 대진제국 2012
- 사향부인
- 대한천자 2

## 영화
- 대진제국 3 (2016년)
- 양귀비 : 왕조의 여인 (2015년)
- 악번천 (2012년)
- 대진제국Ⅱ (2012년)
- 건국대업 (2009년)
- 콜 포 러브 (2007년)
- 차병 (2005년)
- 디버전스 (2005년)
- 아위수광 (2004년)
- 효장비사 (2003년)
- 사라진 총 (2003년)
- 천하무쌍 (2002년)
- 부가정진 (1999년)
- 황하절련 (1999년)
- 보련등 (1999년)
- 홍하곡 (1997년)
- 상해탄 (1996년) - 정정 역
- 포타쌍등 (1994년)
- 햇빛 쏟아지던 날들 (1994년)